# Dicranomyia (Dicranomyia) primaeva
Dicranomyia (Dicranomyia) primaeva is een tweevleugelige uit de familie steltmuggen (Limoniidae). De soort komt voor in het Australaziatisch gebied.